# Митрополит карловачки Вићентије
Вићентије Поповић (Хаџи-Лавић или Хаџилавић) (Јањево — Сремски Карловци, 23. октобар 1725) био је српски православни митрополит карловачки од 1713. до 1725. године.

## Порекло
Митрополит Вићентије, син даскала (учитеља) Лава, рођен је у Јањеву на Косову и замонашен у Пећи. Као и сви први митрополити карловачки, и Вићентије је своју каријеру текао у двору пећких патријараха. Протосинђел кир Викентије Поповић Хаџи Лавић "от Јањева" јеромонах, постриженик Пећке велике цркве изабран је 7. јануара 1708. године за епископа будимског.

## Епископ будимски
За епископа будимског изабран је 7. јануара 1708. године. Саборна црква у Будиму била је проглашена ставропигијом од стране патријарха Арсенија III те су права будимских епископа, када је била у питању црквена општина будимска, била донекле ограничена. Кад је дошло до сукоба између епископа Вићентија и Будимаца.

## Митрополит карловачки
На црквено-народном сабору који је 6. маја 1713. године одржан у Срмским Карловцима, Бикентије Поповић је изабран за карловачког митрополита. Карловачку митрополију која је добила свог новог митрополита, српски патријарх патријарх Мојсије (Рајовић) је у свом писму од 18. јуна 1714. године назвао „првоначалном“.
Између митрополита Вићентија и патријарха Мојсија (Рајовића) „постојали су врло живи односи“ и међусобно поштовање. У спору 1718. године између карловачког митрополита Вићентија (Поповића) и београдског Мојсија (Петровића) обојица су се обратили патријарху Мојсију у Пећ. Он је 22. марта 1719. године из Новог Пазара овако саветовао Вићентија на међусобно измирење. Да би се исто што пре и што потпуније извело, с обзиром на народне и црквене потребе Срба под Аустријским царством извело, патријарх је послао, као свога пуномоћника и посредника, рашког митрополита Арсенија. Он је успео да потпуно измири завађене митрополите, те су они од тада у пријатељској заједници предузимали све важније послове црквено-народног живота тако да је патријарх у својој грамати од 15. августа 1721. године без икакве бојазни од каквих унутрашњих трзавица, могао одредити и одредио је: да се после смрти митрополита Викћентија имају спојити обе аутономне митрополије, Карловачка и Београдска, у једну Славено-српску митрополију са седиштем у Београду, као „старом престолном граду Сервијској краљевини“.
Када је митрополит Вићентије парализован, а потом због парализе и онемео (стога прозван „Вићентије неми"), његовим пословима је управљао егзарх Вићентије Јовановић, потоњи митрополит. Он је много допринео да народни сабор у Новом Саду, 8. септембра 1722. године, донесе једногласан закључак у коме се, између осталог, каже уместо оболелог митрополита њега мења Митрополит београдски Мојсије Петровић.
Митрополит Вићентије умро је 23. октобра 1725. године у Карловцима, а сахрањен је у манастиру Крушедолу.

## Заслуге
Био је царски и краљевски саветник аустријског цара Карла VI. Успео је да опште српске привилегије потврди исти владар. Подигао је први митрополијски двор - резиденцију у Карловцима.
Митрополт Вићентије издашно је помагао Пећку патријаршију и друге манастире. Патријарх Мојсије му се 18. марта 1724. године захвалио на послатом крсту, а митрополит рашки Арсеније га је подсетио на обећани покров за ћивот светог Стефана Првовенчаног у манастиру Студеници. Патријарх Мојсије је препоручио митрополиту Вићентију хиландарске и дечанске монахе за скупљање милостиње.
Фрушкогорским манастирима поклонио је разне црквене утвари и књиге, а настојавао је да се обнављају и набављају књиге за потребе парохијских и манастирских храмова. Као некада митрополит Исаија (Ђаковић), и митрополит Вићентијеје покренуо питање учешћа Срба у угарском сабору својом представком од 30. октобра 1714, у име целог српског народа под аустроугарском влашћу, тражећи да се српским народним изасланицима дозволи место и глас у угарском земаљском сабору.